# غادفة بيضوية
غادفة بيضوية (الاسم العلمي: Diaptomus ovatus) هي نوع من القشريات تتبع جنس الغادفة من فصيلة الغادفات.